# Tesla Semi
Tesla Semi je tahač třídy 8 s elektrickým pohonem, který byl odhalen 16. listopadu 2017 firmou Tesla v prostorách SpaceX v kalifornském Hawthorne. Jeho omezená výroba započala v roce 2022. Tento tahač ujede na jedno nabití 805 km, přičemž 80 % jeho baterie lze dobít plánovanou sítí solárních nabíjecích stanic „Tesla Megacharger“ do 30 minut. Tahač bude standardně vybaven autopilotem Tesla Autopilot, který umožňuje zčásti automatizovanou jízdu po dálnici.

## Historie
První informace o tahači Tesla Semi se objevily v plánech firmy Tesla v roce 2016. Tehdy Tesla uvedla, že existuje funkční prototyp, který používá několik elektrických motorů Tesla Model 3. Samotný prototyp tahače Tesla Semi byl odhalen až na tiskové konferenci 16. listopadu roku 2017 v prostorách SpaceX v kalifornském Hawthorne. Ve stejný den bylo uveřejněno také krátké představující video.
Tahač Tesla Semi si lze objednat v USA, Kanadě, Velké Británii, Norsku a Nizozemsku. Sériová výroba měla být zahájena v roce 2019, s dodávkami na evropský trh se počítalo pro rok 2020. Generální ředitel Tesly Elon Musk v říjnu 2022 uvedl, že do roku 2024 se vyrobí 50 000 kusů. První vyrobený tahač byl slavnostně předán společnosti PepsiCo v prosinci 2022. Ze stovky kusů zaplacených v roce 2017 obdržela firma k dubnu 2024 necelou polovinu. Kurýrní společnost UPS projevila v prosinci 2017 zájem o 125 tahačů, k dubnu 2024 nepřevzala ani jeden, ačkoliv podle mluvčího je s Teslou ohledně tahačů stále v kontaktu. Bezmála 100 tahačů provozuje samotná automobilka Tesla.

## Specifikace
Provoz tahače Tesla Semi má být o dvacet procent levnější než provoz dieselového tahače. Při plném naložení ujede 805 km, přičemž utáhne až 36 300 kg. Očekávaná cena sériově vyráběných verzí s baterií pro dojezd 483 km a 805 km bude 150 tisíc amerických dolarů a 180 tisíc dolarů (v přepočtu 3 215 000 Kč nebo 3 860 000 Kč bez započtení daní). Společnost také nabídne speciální edici pod označením Founders Series. Její cena bude 200 tisíc dolarů a zájemcům o tento model společnost zaručí získání jednoho z prvního tisíce vyrobených tahačů. Žádné další výhody nejsou známy.
Tesla v listopadu roku 2017 uvedla, že tahač Tesla Semi bude poháněn čtyřmi elektromotory stejného typu jako má Tesla model 3. V plánu jsou dvě konfigurace baterií s dojezdem 483 km a 805 km, které budou umístěné v podlaze kabiny. Zrychlení tahače z 0 na 100 km bude za 5 sekund (klasický tahač to zvládne za 15 s), v případě plně naloženého tahače pak za 20 sekund (klasickému tahači to trvá minutu). Společnost nabídne záruku dojezdu 1,6 miliónů kilometrů.
V předvedeném prototypu se sedadlo řidiče nacházelo uprostřed prostorné kabiny. Kabina nebyla tak protažená jako u klasického tahače. Kolem sedadla byly umístěné dva dotykové panely, nic víc. K dispozici bylo i odnímatelné vyklápěcí sedadlo pro dalšího cestujícího. Místo na spaní nebylo přítomné. Elon Musk mimo jiné uvedl, že čelní sklo bude odolné proti výbuchu. Místo zpětných zrcátek používá tahač kamery, což zajistí také jeho lepší aerodynamičnost. Ta dokonce překonává sporťák Bugatti Chiron. Tesla má koeficient aerodynamického odporu 0,36, Bugatti Chiron 0,38.
Standardním vybavením tahače Tesla Semi má být pokročilý autopilot (Enhanced Autopilot), který mu dodá poloautonomní schopnosti. Použití více radarových zařízení a kamer než mají Tesla auta, tahači dovolí bez zásahu řidiče zůstat na dálnici ve vlastním pruhu a v bezpečné vzdálenosti od ostatních vozidel. Tahač bude schopen sám nouzově zpomalit nebo upozornit řidiče na případná nebezpečí v blízkosti vozidla.
Musk dále uvedl, že autopilotní systém dovolí jízdu několika tahačů v konvoji za sebou. Řidič musí být přítomen pouze v prvním z nich. To by z této dopravy udělalo levnější alternativu dokonce i k železniční dopravě. Taková jízda v kolonách je však momentálně povolena např. jen v 8 amerických státech a ve všech je třeba řidiče v každém z tahačů. Uskutečnění této vize tedy předpokládá změnu legislativy.
Výhodnost provozu tahače Tesla Semi má ale i další háčky. Cena samotného provozu tahače je závislá na ceně elektřiny v místě nabíjení. Dražší elektřina může výhodu levnějšího provozu snadno smazat. Výhodnost tahačů zpochybnili i výzkumníci z prestižní Carnegie Mellon University. Ti na základě analýz zjistili, že by tahače Tesla Semi musely jezdit v konvojích minimálně 7 vozů, aby byly ekonomicky konkurenceschopné.

## Galerie

Tesla Semi
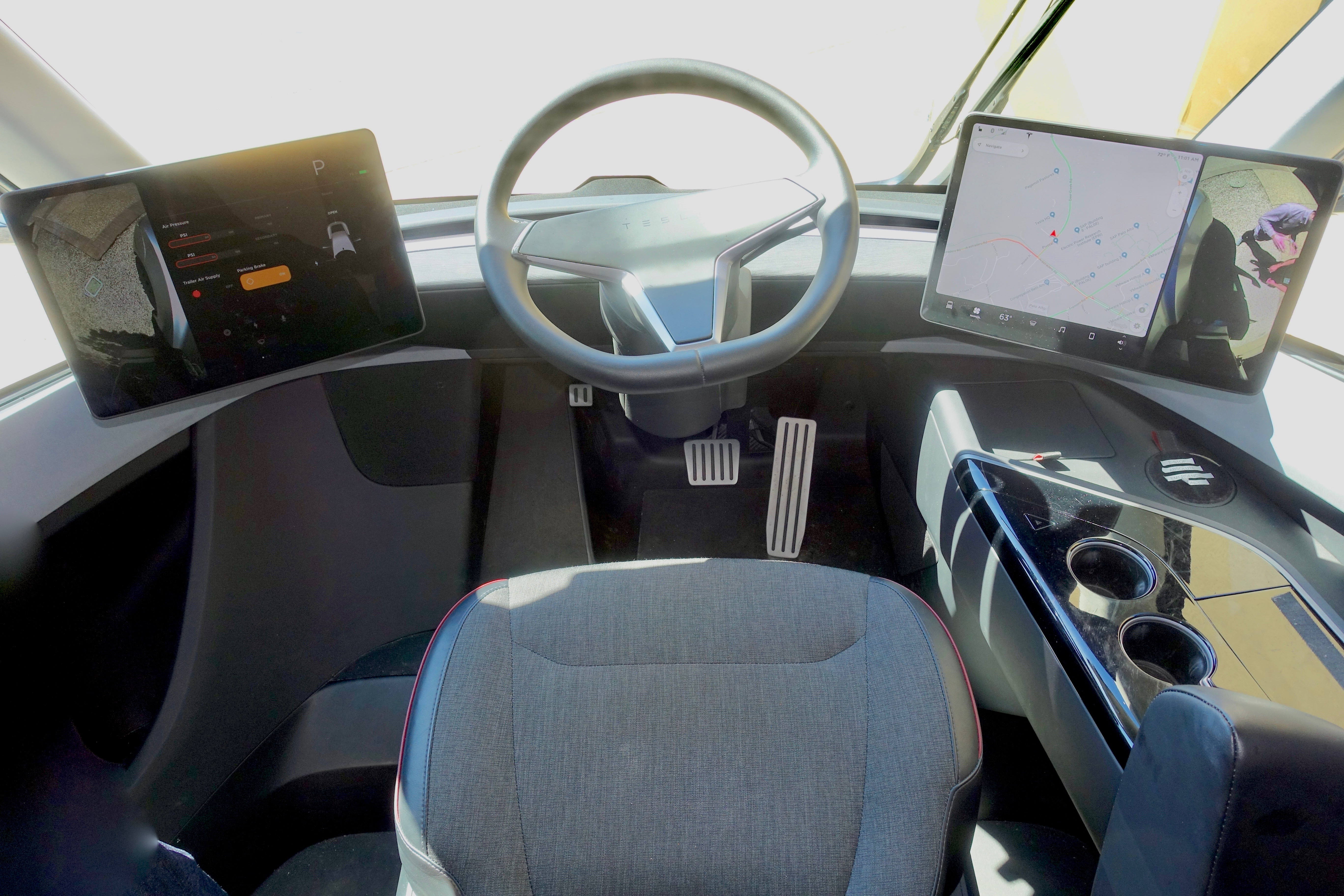
Tesla Semi, kabina, srpen 2018
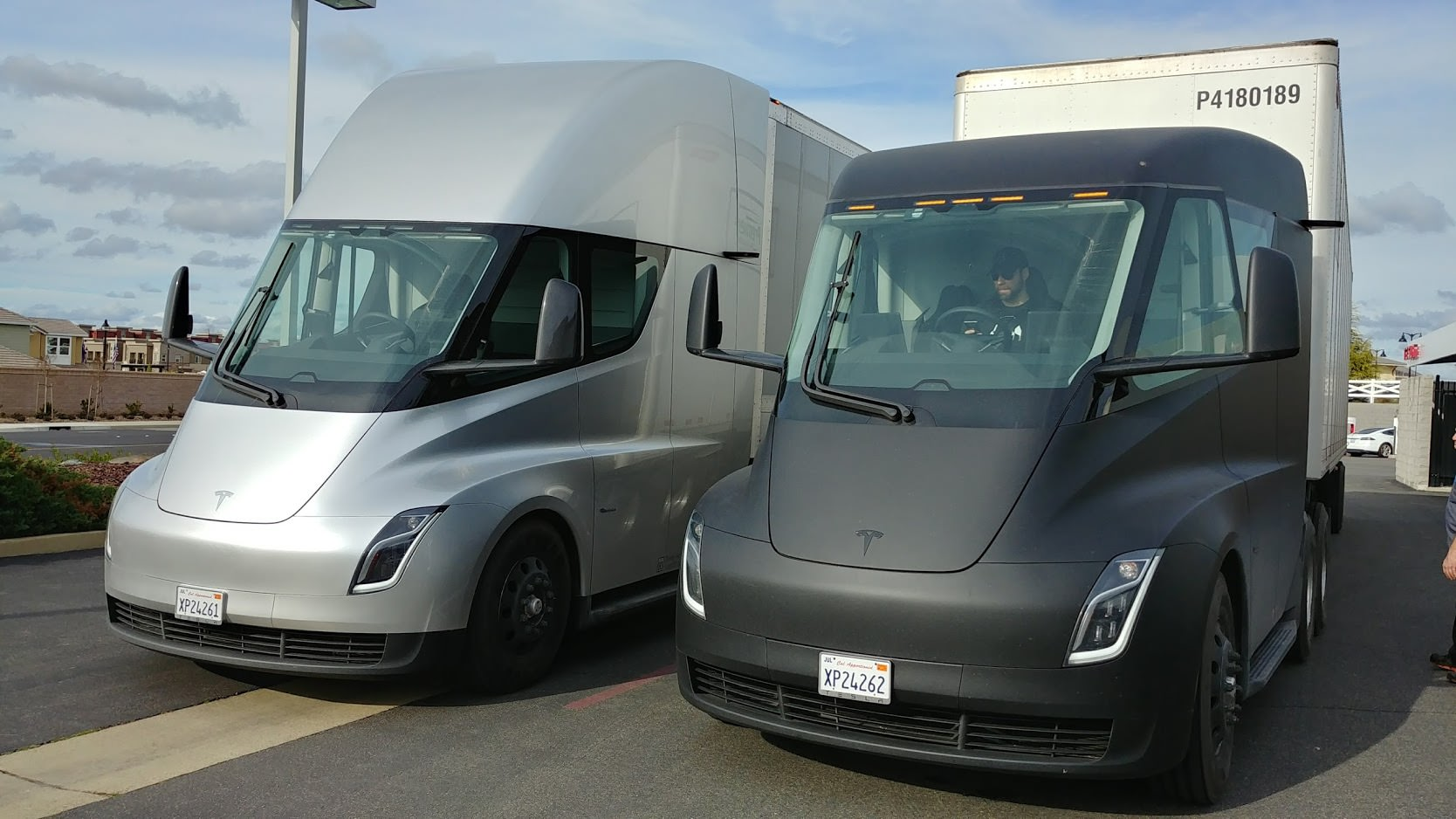
Prototypy Tesla Semi v březnu 2018
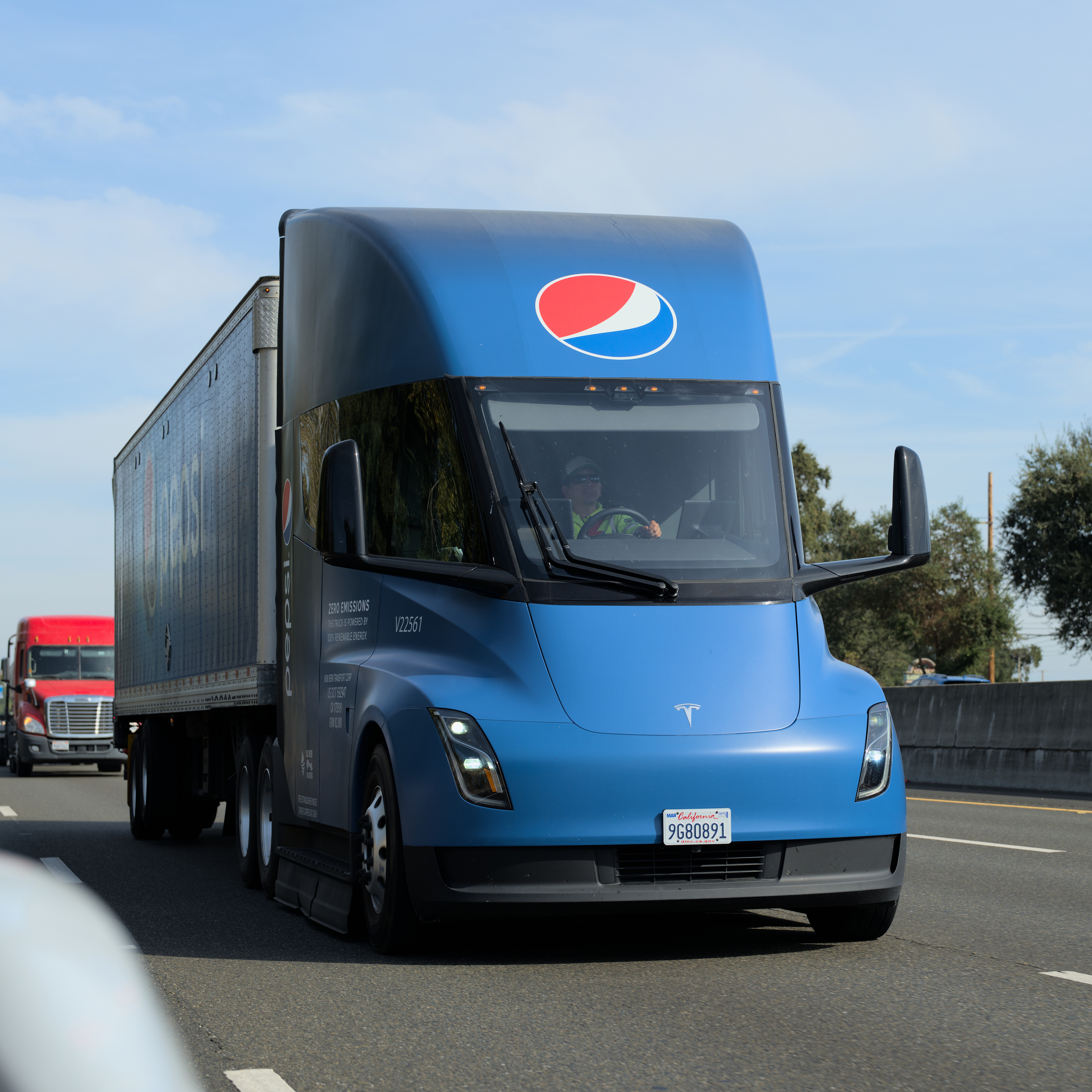
Tesla Semi v barvách nápojářské společnosti PepsiCo, říjen 2023